# Nava de Francia
Nava de Francia település Spanyolországban, Salamanca tartományban. Nava de Francia Cereceda de la Sierra községgel határos. Lakosainak száma 120 fő (2024).

## Népesség
A település népessége az elmúlt években az alábbi módon változott:
| Lakosok száma | 176  | 152  | 152  | 144  | 142  | 134  | 140  | 126  | 125  | 120  |
|               | 2001 | 2004 | 2007 | 2009 | 2012 | 2014 | 2017 | 2019 | 2022 | 2024 |